# アベンジャーズ/エンドゲーム
『アベンジャーズ/エンドゲーム』（原題: Avengers: Endgame）は、マーベル・コミックのスーパーヒーローチーム「アベンジャーズ」をベースとした、2019年のアメリカのスーパーヒーロー映画。監督はアンソニー・ルッソ、ジョン・ルッソが務め、脚本はクリストファー・マルクスとスティーヴン・マクフィーリーが務め、ロバート・ダウニー・Jr、クリス・エヴァンス、マーク・ラファロ、クリス・ヘムズワースらが出演する。
マーベル・スタジオが製作し、ウォルト・ディズニー・スタジオ・モーション・ピクチャーズ配給する。「アベンジャーズ」シリーズの4作目であり、『アベンジャーズ/インフィニティ・ウォー』（2018年）の続編。また、「マーベル・シネマティック・ユニバース」（MCU）の22作目である。
世界での興行収入は27.9億ドルを挙げ、『アバター』（2009年）の記録を抜き、当時の史上最高記録を塗り替えた。アカデミー賞、視覚効果賞にノミネートされた。

## ストーリー
2018年、タイタン星人サノスによる“デシメーション”（インフィニティ・ストーンの力を使った大量殺戮）で全宇宙の生命の半分が消し去られてから3週間後。宇宙を漂流していたトニー・スターク/アイアンマンとネビュラは、先んじてアベンジャーズに合流していたキャロル・ダンヴァース/キャプテン・マーベルの助けで地球に戻った。スティーブ・ロジャース/キャプテン・アメリカをはじめとするアベンジャーズの生存者たちと、キャロル、ロケット、ネビュラは、失った者たちを取り戻すために、再度使用されたというインフィニティ・ストーンの波紋をたどり、惑星“ガーデン”に隠遁していたサノスを急襲する。しかしインフィニティ・ストーンはサノスの手で破壊されており、失った者たちが戻ることはなかった。ソーの手でサノスにとどめが刺され、1つの戦いの区切りがつく。
それから5年後の2023年。無数の喪失を経験しながらも世界は一応の平穏を取り戻し、残されたアベンジャーズのメンバーたちは世界中で治安の維持に努めるなどそれぞれの人生をおくっていた。そんな折、偶然にも“量子世界”から抜け出したスコット・ラング/アントマンは、アベンジャーズに接触を図る。スコットは量子世界が既知の時間の概念を超越していることを伝え、量子力学を用いたタイムトラベルによる事態の打破を提案する。スマート・ハルクに進化したブルース・バナーが装置を作り、トニーも最愛の家族である妻のペッパー・ポッツと娘モーガンを案じつつも、失ったピーター・パーカー/スパイダーマンを取り戻すべく参加した。酒浸りになり見る影もない姿に落ちぶれていたソーはブルースとロケットに連れ出され、家族を失い自暴自棄に陥っていたクリント・バートン/ホークアイは、ナターシャ・ロマノフ/ブラック・ウィドウに説得されてアベンジャーズに復帰。アベンジャーズたちはサノスが手に入れる前にストーンを回収すべく、3つのグループに分かれて過去に行きストーンを集める“タイム泥棒作戦”を立て、過去へと飛んだ。
2012年、チタウリとの決戦の舞台となったニューヨーク。ブルースはサンクタムをチタウリから人知れず守っていたエンシェント・ワンに出会い、彼女の持つ“タイム・ストーン”を譲り受けようとするが、インフィニティ・ストーンの不在がタイムライン（時間の流れ）を分岐させる危険性を警告される。しかし、自らサノスにタイム・ストーンを渡したというスティーヴン・ストレンジ/ドクター・ストレンジの行動をブルースから聞いた彼女は、ストレンジの行動には意味があったはずと考え、事が終わった後には各時代に全てのストーンを返還することを条件にタイム・ストーンを彼に貸与する。“スターク・タワー”では、スティーブが過去の自身と決闘した末に“マインド・ストーン”を回収するが、スコットとトニーが“スペース・ストーン”の奪取に失敗する。トニーとスティーブはスペース・ストーンと、タイムトラベルに必要な“ピム粒子”の双方を回収するため、さらに過去となる1970年を訪れ、若き日のハンク・ピムやトニーの父親ハワード・スタークが働いていた“キャンプ・リーハイ”からそれらを盗み出す。
2013年、ダーク・エルフ侵攻直前のアスガルド。ソーとロケットはジェーン・フォスターに宿っていた“リアリティ・ストーン”を回収する。土壇場で怖じ気づきロケットからの叱咤を受けるソーだったが、偶然出会った在りし日の母、フリッガに諭されたことで自信を取り戻し、破壊される前の“ムジョルニア”も入手する。
2014年、ピーター・クイル/スター・ロードが訪れる直前の惑星“モラグ”。惑星“ヴォーミア”に向かったクリントとナターシャと別れたジェームズ・“ローディ”・ローズ/ウォーマシンとネビュラがピーター・クイル/スター・ロードを待ち伏せし、気絶させて“パワー・ストーン”を回収する。ローディはストーンを持って現代へ戻ったが、ネビュラはサイボーグであったことで2014年の自分と混線してしまい、それによって未来を知ったサノスらに囚われてしまう。一方クリントとナターシャは、ヴォーミアでストーンの番人を勤めるヨハン・シュミット/レッドスカルから、“ソウル・ストーン”を入手するためには愛する者の犠牲が必要なことを知る。二人のうちどちらかが犠牲にならなければならないと悟り、家族を喪ったことから自らの命を差し出そうとするクリントだったが、それを制したナターシャが崖から身を投げ、生き残ったクリントの手にストーンが渡る。
2023年にトニーたちが戻り、全てのインフィニティ・ストーンが揃うと、ブルースは新たに開発された右腕用の“ナノ・ガントレット”を嵌め、スナップを敢行した。ブルースの負傷と引き換えにデシメーションによって消え去った者たちがこの世に舞い戻ったことをクリントとスコットが確認した直後、現在のネビュラのふりをしていた2014年のネビュラの手引きにより、未来へ侵入したサノスの巨大宇宙船”サンクチュアリII”による爆撃がアベンジャーズ・コンパウンドを破壊する。半数の生命を消滅させても新しい世界を受け入れず、残った生命の中から抵抗する者が必ず現れると悟った2014年のサノスは、世界を粉々に破壊しストーンを使って新しい世界を作り直すと宣言。トニー、スティーブ、ソーの3人はサノスに挑むが返り討ちに遭う。サノスは更に配下の群勢を呼び寄せ、追い詰められるアベンジャーズたちだったが、戦場に“スリング・リング”のゲートウェイが開く。宇宙各地に繋がったゲートウェイからは、デシメーションから復活したヒーローたちとヴァルキリーら“ニュー・アスガルド軍”、“ワカンダ軍”、“マスターズ・オブ・ミスティック・アーツ“、アーマーを装着したペッパー、そして“ラヴェジャーズ”などが現れアベンジャーズに加勢すべく結集。サノスの群勢との全面対決が始まる。
クリントが瓦礫の中から回収したナノ・ガントレットにはまったストーンを各時代へ返却しようと“量子トンネル”へ向かうアベンジャーズと、再びデシメーションを起こさんとするサノスらの争奪戦となり、戦局は二転三転する。遅れて宇宙から駆け付けたキャロルが量子トンネルに飛び込む寸前に破壊したサノスは、渡すまいとするヒーローたちを振りほどきナノ・ガントレットを右腕にはめる。しかし、隙をついて6つのストーンを手中に収めたトニーが、自らの指を鳴らして自分のアーマーに揃えた6つのストーンの力を発動させたことで、サノスの群勢はサノスを含め消滅した。だが、身体は普通の人間に過ぎないトニーはストーンの力を使った反動に耐えられず、結果として、トニーは自身の生命を使い果たしてこの世を去った。
トニーの葬儀後、ソーはヴァルキリーにニュー・アスガルドの王位を託し、自らはガーディアンズ・オブ・ギャラクシーと旅に出る。スティーブは、ブルースがエンシェント・ワンと交わした約束のとおりにムジョルニアとインフィニティ・ストーンを元の時代に戻す旅に出る。そして仕事を終えた後スティーブは過去に残り、ペギー・カーターと人生を共に過ごすことを決める。
そして年老いた後に元のタイムラインに帰還したスティーブは、サム・ウィルソン/ファルコンに自身のトレードマークであった、キャプテン・アメリカの盾を受け継がせた。

## 登場人物・キャスト

### デシメーションを生き残った人物
トニー・スターク / アイアンマン
演 - ロバート・ダウニー・Jr、日本語吹替 - 藤原啓治
自らが開発したパワードスーツに身を包んで“アイアンマン”として戦う天才発明家。財務面でもアベンジャーズを支える後援者。
2023年では、ピーターを失った事には強く心を痛めながらも、妻のペッパーと、娘のモーガンとの3人で平穏な暮らしを送っており、再び戦いに身を投じることをためらうが、ペッパーの後押しを受けてアベンジャーズに復帰する。
サノスとの最終決戦では、ソー、スティーブと共にサノスに立ち向かうが返り討ちにされてしまう。しかし、再集結したヒーローたちと再会し、スティーブの号令によりサノスらとの最終決戦の火蓋が切って落とされると、ペッパーと共に連携してサノスの群勢の多くを倒した。
サノスとアベンジャーズのガントレット争奪戦では「私は絶対なのだ」と豪語するサノスから6つのストーン全てを奪取し、「ならば私は・・・アイアンマンだ」と言い放ち“スナップ”を敢行。発動したデシメーションでサノスの群勢を塵に代えさせて勝利した。
しかしその勝利の代償としてのスナップの反動を受けたトニーは息を引き取り、彼の最期はアベンジャーズの面々に様々な影響を与えた。
本作の未公開シーンではキャロルを初めとするヒーローたちの多くから敬意を評して跪くというシーンがある。
監督を務めたルッソ兄弟によれば、ダウニー・Jr.は本作の脚本を全て把握する数少ない人間の一人であるという。
スティーブ・ロジャース / キャプテン・アメリカ
演 - クリス・エヴァンス、日本語吹替 - 中村悠一
第二次世界大戦末期に母国アメリカを救って消息を絶ち、70年後の現代で蘇った超人兵士。優れたリーダーシップを発揮し、アベンジャーズのリーダーを務める。
本作では、デシメーション以前のサムにならい、生き残った人々のセラピーに参加している。
サノス（2014年）が襲来した際にはトニー、ソーと共に連携してサノスに立ち向かうが、トニー、ソーの2人は返り討ちにされてしまう。しかし、自身はソーの“ムジョルニア”を片手に持ち、サノスと互角の戦いを繰り広げるも、サノスによって敗北寸前に追い込まれてしまう。そしてたった1人でサノスの群勢に立ち向かう決心をするものの、直後に復活したヒーローたちが集結すると、「アベンジャーズ!アッセンブル!!」と号令をかけてサノスとのガントレット争奪戦に参戦する。
サノスとの最終決戦後は、ストーンとムジョルニアを元あった時代に返すと、自身は「自分の人生を振り返るのもいい」と思い、2023年の世界に年老いた姿で現れ、サムに“キャプテン・アメリカの盾”を授ける。
エヴァンスの本来の出演契約は前作『インフィニティ・ウォー』で終了していたが、マーベルとの交渉の結果、エヴァンスは本作への登場に同意した。
ブルース・バナー / ハルク
演 - マーク・ラファロ、ハルクの声 - ルー・フェリグノ、日本語吹替 - 宮内敦士
ガンマ線を大量に浴びた結果、激怒したり興奮したりすると緑色の大男“ハルク”に変身する体質となった天才生物学者。
本作では、別人格であったハルクとの精神的・肉体的融合に成功し、ハルクとしての記憶も引き継ぎながら、ブルースの人格のままハルクとなっている。
“タイム泥棒”による6つのストーンを集めた際には、失われた人々を戻す為にストーンを収めた“ナノ・ガントレット”を使ってスナップを行った。
その後、再集結したアベンジャーズと共にサノスとの最終決戦に参戦し、多くのサノスの群勢を倒した。
『マイティ・ソー バトルロイヤル』から始まり、『インフィニティ・ウォー』で転換点を迎えた彼のキャラクター・アークは本作で完成することになる。
ソー
演 - クリス・ヘムズワース、日本語吹替 - 三宅健太
北欧神話の雷神“トール”のモデルであり、アベンジャーズの一員でもあるアスガルドの王。
2023年では、サノスにロキとヘイムダル、そしてアスガルドの民の半数を殺されたうえ、デシメーションを止められなかった己の無力さから、ノルウェーのトンスベルグに新設された“ニュー・アスガルド”で引きこもり同然の生活を送っている。
タイム泥棒ではロケットと共に2013年のアスガルドに向かい、亡き母フリッガと再会。フリッガに叱責激励され、サノスとの戦いに身を投じることを決意。
サノス（2014年）が襲来した際にはムジョルニア、ストームブレイカーの双方を駆使し、トニー、スティーブと共にサノスに立ち向かうが返り討ちにされてしまう。しかしその直後に再集結したアベンジャーズと再開し、スティーブの号令によりサノスとの最終決戦の火蓋が切って落とされると、雷の力を解き放ってサノスの群勢の多くを倒した。
最終決戦後、ニュー・アスガルドの王位をヴァルキリーに譲り、自身はガーディアンズ・オブ・ギャラクシーのメンバーたちと宇宙へ旅に出た。
演じたヘムズワースはソーの新たな側面が描かれることを歓迎している。
ナターシャ・ロマノフ / ブラック・ウィドウ
演 - スカーレット・ヨハンソン、日本語吹替 - 米倉涼子
元S.H.I.E.L.D.のエージェントにして、世界最強の女スパイである、アベンジャーズの中心格の一人。
本作では、デシメーションで崩壊しかかった地球の秩序を保とうとするとともに、自身にとって「家族」であるヒーローたちを繋ぎとめようと奮闘する。
タイム泥棒では2014年の惑星“ヴォーミア”へクリントと共に向かい、ソウル・ストーンを手に入れるために崖から身を投げて死亡する。
彼女の最期は残ったアベンジャーズのメンバーに大きな衝撃を与え、クリントとブルースの2人は特に嘆いた。
クリント・バートン / ホークアイ / ローニン
演 - ジェレミー・レナー、日本語吹替 - 宮迫博之
元アベンジャーズ、元S.H.I.E.L.D.エージェントで、百発百中の射手。“アベンジャーズの内乱”での刑期を満了させるために自宅軟禁されていたが、デシメーションで家族全員を喪う。この悲しみから自暴自棄になり、“ローニン”として世界中の悪人を殺して回っている。
日本のヤクザ、アキヒコを殺害した直後に現れたナターシャからのアベンジャーズに参加する誘いに、「いまさら希望なんて」と断りかけるも、家族が帰ってくる可能性があるタイム泥棒作戦への参加を決め、ホークアイとしてアベンジャーズに帰還する。
タイム泥棒ではナターシャと共にヴォーミアへ向かい、ソウル・ストーンを巡ってナターシャと身の投げ合いを繰り広げてしまい、それにより彼女を目の前で失ってしまう。
サノスの群勢との最終決戦の際には、ガントレットを持って戦場を駆け巡りながら敵をリストボウで射るなどの活躍を見せた。
最終決戦後は、家族と再会して日常へ戻り、トニーの葬儀の傍らで亡きナターシャへの思いをワンダへ吐露した。
ジェームズ・“ローディ”・ローズ / ウォーマシン / アイアン・パトリオット
演 - ドン・チードル、日本語吹替 - 目黒光祐
アメリカ空軍大佐で、トニーの親友兼相棒。“ウォーマシン・アーマー”を身にまとうアベンジャーズの一員。
前半ではクリントがマフィア等を殺して回っていることを知り、彼を探しつつも、変わってしまった彼との再会に不安も感じている。
最終決戦ではサノスらの急襲で使えなくなったウォーマシン・アーマーに代わって、新型の“アイアン・パトリオット”を装着して参戦。ロケットを肩に乗せ、再集結したアベンジャーズと共にサノスの群勢へ立ち向かった。
スコット・ラング / アントマン
演 - ポール・ラッド、日本語吹替 - 木内秀信
体を縮小・巨大化させることが可能な“アントマン・スーツ”を纏う“アントマン”（2代目）であり、元泥棒でもあるシステムエンジニア。本作では、閉じ込められた量子世界から偶然にも抜け出すことに成功し、アベンジャーズとの合流を果たす。他のアベンジャーズメンバーや娘のキャシーからはデシメーションで消滅したと思われており、犠牲者の名前が書いている石碑で自分の名前を発見した。
失われた人々を戻す手段である量子世界の原理を応用したタイム泥棒をナターシャ、スティーブに提案し、自らも作戦に参加するなど本作のキーパーソンとなる。
サノスによるアベンジャーズ・コンパウンド破壊後は、ジャイアントマン化してブルース、ロケット、ローディの3名を救出し、そのままリヴァイアサンを殴り、投げ飛ばすなど大いに活躍。さらにパートナーであるホープ/ワスプと共にストーンを戻すために戦場を駆け巡った。
最終決戦後は、ホープと娘のキャシーと共に平穏な日々を取り戻したことが確認できる。
本作では赤子のスコットをバズロとローエン・ルクレールが、12歳のスコットをジャクソン・ダンが(日本語吹き替え- 山崎智史)、93歳のスコットをリー・ムーアが演じた。
キャロル・ダンヴァース / キャプテン・マーベル
演 - ブリー・ラーソン、日本語吹替 - 水樹奈々
元アメリカ空軍パイロット。その身にスペース・ストーン由来のスーパーパワーを宿し、宇宙空間でも活動できる超人。旧友であるフューリーが発信した信号を受け、地球に戻りアベンジャーズと邂逅する。
5年後には、アベンジャーズのメンバーとは定期的に連絡を取り合いつつも、地球以外のヒーローのいない星で救援活動を行なっている。
サノスとの最終決戦の際には中盤に登場し、サノスの戦艦であるサンクチュアリIIを自身が特攻する形で突き破り、撃墜させた。さらにサノスとのガントレット争奪戦にも参戦し、サノスの頭突きを受けてもものともせず、その勢いでサノスを倒すまであと一歩まで追い詰めるも、機転をきかせたサノスによって返り討ちにされてしまうが、大いに活躍した。
脚本家のクリストファー・マルクスは、キャロルの人格をスティーブ・ロジャースに例えている。
ラーソンは直前作でありキャロルのオリジン・ストーリーでもある『キャプテン・マーベル』の撮影に入る前に本作の撮影に参加している。撮影にはアンナ・ボーデンとライアン・フレックの両監督も同席した。
ロケット
声 - ブラッドリー・クーパー、日本語吹替 - 加藤浩次〈極楽とんぼ〉
アライグマをベースにした元賞金稼ぎ兼傭兵。ガーディアンズ・オブ・ギャラクシーのメンバーで、武器と武術の達人でもあるエンジニア。
5年後には宇宙でネビュラと共に活動しており、アベンジャーズたちとは定期的に連絡を取っている。
スコットによるタイム泥棒では、ソーと共に2013年のアスガルドへ向かい、弱気な姿勢のソーに対して平手打ちをして叱責激励する。
サノスとの最終決戦の際には再集結したアベンジャーズと共にアイアン・パトリオットを装着したローディの肩に乗る形で参戦し、リヴァイアサンと戦っているのが確認できる。
最終決戦後は復活したガーディアンズのメンバー達、そしてネビュラ、王位をヴァルキリーへ譲ったソーと共に宇宙へ旅に出た。
本作でもショーン・ガンがスタンドインを行い、ガンの演技や表現がロケットのモーションリファレンスとなっている。
ネビュラ
演 - カレン・ギラン、日本語吹替 - 森夏姫
養父であるサノスに殺し屋として育成・サイボーグ化された、ガモーラの義理の妹。デシメーションの結果、トニーと共にタイタンに取り残されており、ガーディアンズのメンバーが遺したベネター号でトニーと共にタイタンを脱出する。
数年前にガモーラと和解するまでは、他者と親しくすることも無く、ひたすらサノスの歓心を買うために生きていたが、本作ではロケットやアベンジャーズのメンバーとも交流を深めており、特にローディを愛称で呼んだり一緒に行動したりしている。
また、トニーとも冒頭のベネター号内で、テーブルで紙サッカーをしており、これに加えてトニーから「彼女は良い子だよ」と評されたり、残り数少ない食料をトニーに譲ったりと、性格が軟化していることがうかがえる。
サノスが襲来した際、過去（2014年）から来た自身にガモーラ（2014年）と共に対峙し、ガモーラを撃とうとした自身を射殺する。
最終決戦の際には女性ヒーローたちと共にサノスの群勢の多くを倒した。
最終決戦後、ガーディアンズのメンバーや、王位をヴァルキリーに譲ったソーと共に宇宙へ旅に出た。
ペッパー・ポッツ / レスキュー
演 - グウィネス・パルトロー、日本語吹替 - 小林さやか
スターク・インダストリーズのCEO。トニーの妻。
本作での彼女は娘モーガンを授かり、トニーが作成した自身の”アイアンマン・アーマー マーク49 レスキュー”を身にまとって戦う。
トニーと連携してサノスの群勢の多くを倒し、さらにガントレット争奪戦ではピーターを守る形で集結した女性ヒーローたちと共に敵へ立ち向かって、サノスも吹き飛ばした。
パルトローは、本作がMCUで最後の出演になると述べている。
ヴァルキリー（ブリュンヒルデ）
演 - テッサ・トンプソン、日本語吹替 - 沢城みゆき
北欧神話の楯の乙女“ブリュンヒルド”のモデルである。最後のヴァルキリー。
本作では、王の責務を放棄したソーに代わり、ノルウェーで生活するアスガルド人たちをまとめている。
最終決戦の際にはニュー・アスガルド軍を率いて参戦。騎乗したアラゴーンの機動力を活かしてリヴァイアサンを倒した。さらにピーターをペガサスに乗せてスコットのバンにある量子トンネルへ向かうなど、陰ながらアベンジャーズを支えた。
最終決戦後、ソーからニュー・アスガルドの王位を譲られ、それを引き受ける形で新国王へと即位する。
オコエ
演 - ダナイ・グリラ、日本語吹替 - 斎賀みつき
ワカンダ王家の親衛隊“ドーラ・ミラージュ”の隊長。
本作では、ティ・チャラを喪ったワカンダを拠点に、治安活動をおこなっている。
最終決戦の際には再集結したアベンジャーズの面々と共にティ・チャラ、シュリと共にワカンダ軍を率いて参戦。
ガントレット争奪戦では女性ヒーローたちに加勢し、コーヴァス・グレイヴを槍の一突きで一撃で倒すという活躍をみせる。
エムバク
演 -  ウィンストン・デューク、日本語吹替 - 木村昴
ワカンダの山奥に棲む、ジャバリ族の族長。最終決戦の際にワカンダ軍の一員として率いて参戦する。
コーグ
演 - タイカ・ワイティティ、日本語吹替 - 金谷ヒデユキ
全身が岩で構成されたクロナン人で、惑星“サカール”の元剣闘士だったソーの友人。昆虫型宇宙人のミークと常に一緒に行動しており、本作ではニュー・アスガルドの住民として登場する。
最終決戦ではヴァルキリーたちと共にニュー・アスガルド軍の一員として参戦し、カル・オブシディアンと交戦する。
キャシー・ラング
演 - エマ・ファーマン、日本語吹替 - イブ優里安
スコット・ラングの一人娘。本作にてデシメーションを免れていたことが判明し、14歳に成長した姿で登場。それに伴い女優が変更されている。
ハワード・ザ・ダック
かつてノーウェアのコレクターのショップに、ショップ崩壊後は惑星“コントラクシア”にいたアヒル型宇宙人。
本作では最終決戦にラヴェジャーズと共に参戦している。
ルッソ兄弟によって安否が判明した。
嘆く男
演 - ジョー・ルッソ、日本語吹替 - 宮崎敦吉
グループセラピーで、恋人（家族）との話をスティーブに語るゲイの男性。
本作の監督の1人であるジョー・ルッソ（役者は“Gozie Agbo”名義）が、『ウィンター・ソルジャー』に登場したS.H.I.E.L.D.に所属する医師「ファイン」に続き演じている。同一人物の設定かは不明。
グループセラピーの男
演 - ジム・スターリン
カメオ出演 (ノンクレジット)。サノスの生みの親であり、『インフィニティ・ガントレット』の原作者。
倉庫の警備員
演 - ケン・チョン
カメオ出演 (ノンクレジット)。ルッソ兄弟が手がけたシットコムドラマ『コミ・カレ!!』の出演者の一人が友情出演している。

### デシメーションにて消滅した人物
スティーヴン・ストレンジ / ドクター・ストレンジ
演 - ベネディクト・カンバーバッチ、日本語吹替 - 三上哲
元天才外科医で、タイム・ストーンを守護するマスターズ・オブ・ミスティック・アーツの魔術師。
本作では最終決戦の際に復活して、ウォンやその他のアベンジャーズ側の勢力を率いて再登場。
アベンジャーズたちと共にサノスの群勢と交戦し、再会したトニーから「これが勝利できる未来か？」と尋ねられると「今答えたら意味が無い」とはぐらかした。さらにサンクチュアリIIが墜落した影響で起きた津波を間一髪で止めるという活躍を見せた。
ピーター・パーカー / スパイダーマン
演 - トム・ホランド、日本語吹替 - 榎木淳弥
クモ由来のスーパーパワーを持つ高校生ヒーロー。デシメーションで迎えた彼の消滅は、トニーに暗い影を落としている。
本作では最終決戦の際にタイタンで共闘したメンバーたちと登場。アベンジャーズとして参戦すると、トニーに襲いかかったカルをウェブで引き倒し、ジャイアントマンとなったスコットが踏み潰すという連携プレイを見せてトニーを救い、彼と再会した。ガントレットのバトンリレーでも戦地を駆け巡り、遅れて現れたキャロルにガントレットを託す。
最終決戦後、ネッドと共に学校生活に戻れたことが確認できる。
ティ・チャラ / ブラックパンサー
演 - チャドウィック・ボーズマン、日本語吹替 - 田村真
ワカンダの国王で、ヴィブラニウム由来のスーパーパワーを持つ、“ブラックパンサー”の異名を持つヒーロー。
本作では最終決戦で復活し、オコエ、妹のシュリ共に登場。ワカンダ軍を引き連れて最終決戦に参戦し、ガントレットの争奪戦ではクリントに声をかけてバトンリレーを引き継ぎ、戦場を駆け巡りながらサノスの群勢と交戦した。
ピーター・クイル / スター・ロード
演 - クリス・プラット、日本語吹替 - 山寺宏一
ガーディアンズ・オブ・ギャラクシーのリーダー。
最終決戦の際にタイタンで共闘したヒーローと共に復活・登場し、サノスの群勢と交戦した。その際、ガモーラ（2014年）と出会うも、彼女から股間を攻撃され、酷評されるなど散々な扱いを受けた。
最終決戦後、ガモーラを除くガーディアンズのメンバー、ネビュラ、アスガルドの王位をヴァルキリーに譲ったソーと共に宇宙へ旅に出た。
ドラックス
演 - デイヴ・バウティスタ、日本語吹替 - 楠見尚己
ガーディアンズの一員であるパワー・ファイター。
最終決戦の際にタイタンで共闘した他のヒーロー達と共に復活・登場。カルとの交戦が確認できる。最終決戦後、ガーディアンズのメンバー、ネビュラ、ソーと共に宇宙へ旅に出た。
グルート
声 - ヴィン・ディーゼル、日本語吹替 - 遠藤憲一
ガーディアンズの一員である樹木型ヒューマノイド。
最終決戦において復活・登場し、ワカンダから戦場へ駆けつけ、親友兼相棒のロケットとも再会する。
最終決戦後は、ガーディアンズのメンバー、ネビュラ、ソーと共に宇宙へ旅に出た。
マンティス
演 - ポム・クレメンティエフ、日本語吹替 - 秋元才加
ガーディアンズの一員で、エンパシーを持つ宇宙人。
最終決戦においてタイタンで戦い消滅したヒーローたちと共に復活・登場。
ガントレット争奪戦ではピーターを守る形で集結した女性ヒーローたちと共に突撃し、敵を眠らせながら攻撃しているのが確認できる。
最終決戦後は、ガーディアンズのメンバー、ネビュラ、ソーと共に宇宙へ旅に出た。
ワンダ・マキシモフ / スカーレット・ウィッチ
演 - エリザベス・オルセン、日本語吹替 - 行成とあ
マインド・ストーンを利用した“ヒドラ”の人体実験で、テレキネシス、マインドコントロールなどの特殊能力を得た強化人間。
最終決戦にて復活・登場。ヴィジョンを手にかけられたことに対する強い恨みを持ってサノスと交戦し、その能力でサノスを倒せるあと一歩まで追い詰めるも、サンクチュアリIIからの爆撃で吹き飛ばされてしまう。また、ガントレット争奪戦ではピーターを守る形で集結した女性ヒーローたちと共闘し、リヴァイアサンを一撃で倒した。
最終決戦後、クリントと共に亡きナターシャについて話す。
ホープ・ヴァン・ダイン / ワスプ
演 - エヴァンジェリン・リリー、日本語吹替 - 内田有紀
ハンク・ピムとジャネット・ヴァン・ダインの一人娘である“ワスプ”（2代目）。
最終決戦において復活・登場し、ストーンを元の時代に返すため、スコットと共に連携して量子トンネルを起動させるために奮闘する。ガントレット争奪戦ではピーターを守る形で集結した女性ヒーローたちと共に敵へ突撃し、ワスプの能力を活かして敵を倒していた。
最終決戦後は、スコットとキャシーと共に平穏な日々を取り戻したことが確認できる。
ジャネット・ヴァン・ダイン
演 - ミシェル・ファイファー
初代ワスプ。ホープの母親。
最終決戦後に復活し、夫やホープ、スコットと共に登場。
ハンク・ピム
演 - マイケル・ダグラス、日本語吹替 - 御友公喜
ピム粒子を発見した初代アントマン。ホープの父親。
本作では、1970年時には若き日の彼が登場し、最終決戦後には妻やスコット、ホープと共に復活して登場する。
サム・ウィルソン / ファルコン
演 - アンソニー・マッキー、日本語吹替 - 溝端淳平
元アメリカ空軍の落下傘兵にして、スティーブの現代における親友兼相棒。
本作では最終決戦において復活・登場し、ワカンダから再集結した戦士たちと共に参戦する。
最終決戦後、年老いて現れたスティーブからヴィブラニウムの盾を譲り受ける。
バッキー・バーンズ / ウィンター・ソルジャー
演 - セバスチャン・スタン、日本語吹替 - 白石充
ヒドラによって同組織の暗殺者“ウィンター・ソルジャー”に改造・洗脳された、スティーブの相棒にして、子ども時代からの親友。
本作では最終決戦においてワカンダ軍、ティ・チャラ、シュリ、オコエといったメンバー達と再登場。アベンジャーズと共にサノスの群勢へ立ち向かう。
シュリ
演 - レティーシャ・ライト
ティ・チャラの妹。ワカンダの王女である天才科学者。前作の作中では生死に触れられなかったが、本作のキャラクターポスターの解禁に合わせ、兄と同様に消滅していた設定が判明した。
最終決戦においてティ・チャラ、オコエと共にアベンジャーズへ参戦。ヴィブラニウム・ガントレットを装備してサノスの群勢と交戦する。
さらにガントレット争奪戦ではピーターを守る形で集結した女性ヒーローたちと共に敵に突撃し、ヴィブラニウム・ガントレットでサノスを吹き飛ばす活躍を見せた。
メイ・パーカー
演 - マリサ・トメイ
ピーターのおば。
本作では、ピーターとともにトニーの葬儀に参列する。
ネッド・リーズ
演 -  ジェイコブ・バタロン
ピーターの親友。
本作では、最終決戦後のミッドタウン高校で、ピーターと再会する。
本作公開後にジョー・ルッソは、彼を含めMCU次作『スパイダーマン:ファー・フロム・ホーム』に登場するピーター・パーカーの同級生は2018年のデシメーションで消滅していた設定を明らかにした。
ジェーン・フォスター
演 - ナタリー・ポートマン、日本語吹替 - 坂本真綾
ソーの元恋人であり、天文物理学者。
本作では、タイム泥棒作戦でソーらが訪れた2013年のアスガルドを訪れていた頃の彼女が登場する。また、現代の彼女は描写や言及は無かったものの、デシメーションの影響で消滅していたが、アベンジャーズの尽力により復活したという。
映像として登場するシーンは『マイティ・ソー/ダーク・ワールド』の未公開映像が流用され、台詞のみが新規収録された。
サディアス・“サンダーボルト”・ロス
演 - ウィリアム・ハート
かつてアメリカ陸軍将軍時代にハルクを軍事利用しようとしたアメリカ国務長官。ブルースの元恋人であるベティ・ロスの父親でもある。
描写や言及は無かったものの、デシメーションの影響で消滅していた。だが復活し、トニーの葬儀にのみ登場する。
マリア・ヒル
演 - コビー・スマルダーズ
元S.H.I.E.L.D.副長官。S.H.I.E.L.D.崩壊後はスターク社にトニーとペッパーの秘書として就職するが、ウルトロンとの戦いの後はフューリーと共に行動していた。
本作では、デシメーションによる消滅から復活し、トニーの葬儀にのみ登場する。
ニック・フューリー
演 - サミュエル・L・ジャクソン
元S.H.I.E.L.D.長官にしてアベンジャーズ計画の発案者。S.H.I.E.L.D.崩壊後は自分の死を偽装したまま行方を眩ましており、ウルトロンとの戦いの後はマリアと共に行動していた。
本作では、デシメーションによる消滅から復活し、トニーの葬儀にのみ登場する。

### デシメーションの影響が不明の人物
ハッピー・ホーガン
演 - ジョン・ファヴロー、日本語吹替 - 大西健晴
トニーとペッパーの親友である、スターク社CEO専属の運転手兼ボディガード。
本作では、トニーの葬儀にのみ登場する。
ハーレー・キーナー
演 - タイ・シンプキンス
『アイアンマン3』に登場した少年。
本作では、トニーの葬儀にのみ登場する。
ヨハン・シュミット / レッドスカル / ストーンキーパー
演 - ロス・マーカンド、日本語吹替 - 山路和弘
“ヒドラ”の創設者で、現代はヴォーミアでソウル・ストーンの守護者を務めるアーリア人。
本作では、タイム泥棒作戦で2014年のヴォーミアに訪れたナターシャとクリントを迎える。
ウォン
演 - ベネディクト・ウォン、日本語吹替 - 田中美央
魔術師の総本山“カマー・タージ”の書庫の番人。ストレンジの盟友である魔術師。
本作では、最終決戦にて登場する。
ラモンダ
演 - アンジェラ・バセット
ティ・チャラとシュリの母親。
本作では、物語のラストにのみ登場する。
ジャック・ロリンズ
演 - カラン・マルヴェイ
S.H.I.E.L.D.の精鋭部隊“S.T.R.I.K.E.”に所属していたヒドラ構成員で、ラムロウの片腕的存在。
本作では後述のラムロウらと同様、ニューヨーク決戦直後の彼がスターク・タワーに登場する。
ヒッピー
演 - スタン・リー、日本語吹替 - 高桑満
1970年時のキャンプ・リーハイに向かって叫ぶ長髪の中年男性。

### デシメーション以前に死亡した人物
ガモーラ
演 - ゾーイ・サルダナ、日本語吹替 - 朴璐美
ガーディアンズ・オブ・ギャラクシーのメンバー。サノスの養女でネビュラの義姉。以前ソウル・ストーンにささげる生贄としてサノスに殺された。
そのため本作では、タイム泥棒作戦でネビュラたちが訪れる2014年のガモーラとして登場する。現在のネビュラとはサノス打倒のために本来の時間軸よりも早く和解に至りアベンジャーズ側につくが、一方クイルと出会い恋人になる前であるので、最終決戦で再会できたと勘違いしたクイルの股間を蹴り上げ、ネビュラに「本当にこいつと恋仲になったのか」と問いかけた。
未公開シーンではトニーのデシメーションによるサノス軍消滅後も生存しており、ヒーローたちがトニーに哀悼の意を示しているさなかに、いずこかへと姿を消す。

### ヴィラン

#### サノスの群勢
サノス
演 - ジョシュ・ブローリン、日本語吹替 - 銀河万丈
宇宙の均衡を目指して大量虐殺を行う本作のメインヴィラン。
本作の冒頭で野望を達成し、ソーたちアベンジャーズに殺害された現代のサノスの代わりに、2014年の過去世界から襲来したサノスがメインヴィランとして登場する。
過去世界において過去の自分とリンクしてしまった未来（2023年）のネビュラから、未来で起きる全ての出来事を知ったことで捕らえたネビュラ（2023年）からピム粒子を奪取。
これをエボニー・マウに複製させ、2014年の世界からサンクチュアリIIごと2023年に襲来し、アベンジャーズ・コンパウンドを爆撃で木端微塵に粉砕する。
その後、トニー、スティーブ、ソーの攻撃を受けるが、これを全て返り討ちにし、自身の理念を受け入れないアベンジャーズのいるこの世界全てを破壊し、新たな理想郷を作ることを宣言した。
しかし、再集結したアベンジャーズと加勢の軍勢が戦場に現れると形勢は互角に変わり、ナノ・ガントレットを巡った争奪戦へと戦況は変化。ワンダ、キャロルと言った女性ヒーローたちと交戦した果てにこれらを退け、ガントレットを装着すると「私は、絶対なのだ」と豪語してスナップするが、ストーンはスナップ直前に掴みかかったトニーに奪われており、直後にトニーが行ったデシメーションで群勢ごと自身も塵と化して消滅した。
エボニー・マウ
演 - トム・ヴォーン＝ローラー、日本語吹替 - いずみ尚
ブラック・オーダーの一人。
前作において死亡したが、本作では2014年の過去世界のマウが登場。未来のネビュラを捕らえてピム粒子を奪取し、それらを複製してサノスの群勢のタイムトラベルに貢献した。
最終決戦ではサノスの号令に呼応する形で登場し、アベンジャーズと戦闘を繰り広げる。
ガントレット争奪戦ではティ・チャラと交戦するもガントレットを取り逃し、その後、トニーによるデシメーションで塵と化して消滅した。
カル・オブシディアン
演 - テリー・ノタリー
ブラック・オーダーの一人。
前作において死亡したが、本作では2014年のカルが最終決戦においてサノスの号令に呼応する形で登場し、アベンジャーズと交戦。
ドラックスやコーグと交戦し、さらにトニーにも襲いかかるが、直後にかけつけたピーターのウェブによって引き倒されると、ジャイアントマンとなったスコットに踏み潰される形で死亡した。
プロキシマ・ミッドナイト
演 - モニーク・ガンダートン
ブラック・オーダーの一人。最終決戦に登場する。
本作では2014年のプロキシマが最終決戦においてサノスの号令に呼応する形で登場するも、演じたモニーク・ガンダートンが本作の撮影には参加していなかったため、サノスによる召喚時とコーヴァスの亡骸を抱きながら消滅する場面以外は特に描写がない。
コーヴァス・グレイヴ
演 - マイケル・ジェームズ・ショウ、日本語吹替 - 山岸治雄
ブラック・オーダーの一人。
前作においてヴィジョンによって倒されたが、本作では2014年のコーヴァスが最終決戦においてサノスの号令に呼応する形で登場。
アベンジャーズたちと交戦し、魔術師の多くを返り討ちにするも、ガントレット争奪戦ではオコエの槍の一突きによって貫かれ、さらに地面に叩きつけられて死亡する。

#### その他のヴィラン
アキヒコ
演 - 真田広之
東京を根城にする日本のヤクザ。
ローニンとなったクリントと交戦、剣を交えた死闘を演じるが、最後はクリントに首元を斬られて死亡する。

### その他の人物
2012・2013年の人物たち
タイム泥棒でヒーローたちが訪れる2012・2013年の人物たち。
ロキ
演 - トム・ヒドルストン、日本語吹替 - 平川大輔
北欧神話の悪戯の神“ロキ”のモデルであるソーの義弟。スペース・ストーンをサノスに奪われた直後に殺害された。
本作では、2012年のニューヨーク決戦で敗れた直後の彼と、2013年のアスガルドの牢獄で幽閉されていた頃の彼が登場。
ブロック・ラムロウ
演 - フランク・グリロ、日本語吹替 - 水内清光
S.H.I.E.L.D.のS.T.R.I.K.E.にリーダーとして所属していたヒドラ構成員。ラゴスでのテロ事件にてスティーブとの相討ちを狙って自爆した。
本作ではニューヨーク決戦後のスターク・タワーに登場。
ジャスパー・シットウェル
演 - マキシミリアーノ・ヘルナンデス、日本語吹替 - 丸山壮史
S.H.I.E.L.D.にエージェントとして所属していたヒドラ構成員。バッキーの襲撃で死亡している。
本作ではニューヨーク決戦後のスターク・タワーに登場。
アレクサンダー・ピアース
演 - ロバート・レッドフォード、日本語吹替 - 田中秀幸
S.H.I.E.L.D.に理事として所属していた、ヒドラの中心的人物であり、インサイト計画の際に死亡している。
本作ではニューヨーク決戦後のスターク・タワーに登場。
レッドフォードは2018年公開の『さらば愛しきアウトロー』を最後に俳優業を引退することを宣言していたが、2019年公開の本作が米国で最後に公開された出演作品となった。
エンシェント・ワン
演 - ティルダ・スウィントン、日本語吹替 - 樋口可南子
カマー・タージの主にして、至高の魔術師“ソーサラー・スプリーム”の称号を持つ、700歳を超えた年齢不詳のケルト人女性の魔術師。“ゼロッツ”との戦いで死亡している。
本作ではニューヨーク決戦中のサンクタム・サンクトラム（ニューヨーク）に登場。
フリッガ
演 - レネ・ルッソ、日本語吹替 - 滝沢久美子
北欧神話の女神“フリッグ”のモデルであるソーの実母で、アスガルドの元王妃。ダーク・エルフのアスガルド侵攻時に殺されている。本作では、タイム泥棒でソーたちが訪れる2013年の彼女が登場する。
1970年の人物
タイム泥棒でトニーとスティーブが訪れる1970年の人物たち。
ハワード・スターク
演 - ジョン・スラッテリー、日本語吹替 - 仲野裕
スターク・インダストリーズ創始者兼天才発明家であり、S.H.I.E.L.D.幹部でもあったトニーの実父。1991年のバッキーの襲撃により暗殺されている。
本作ではトニーの父親になる直前の彼が登場する。
エドウィン・ジャーヴィス
演 - ジェームズ・ダーシー、日本語吹替 - 井上倫宏
ハワードの執事。トニーと別れた後のハワードを迎える。
マーベル・テレビジョン製作のテレビドラマ『エージェント・カーター』に登場済みであり、ドラマシリーズから映画へと逆輸入された初の人物。
マーガレット・エリザベス・“ペギー”・カーター
演 - ヘイリー・アトウェル、日本語吹替 - 園崎未恵
“エージェント・カーター”のコードネームを持つ女性士官であり、スティーブの元恋人であったS.H.I.E.L.D.幹部。2016年に老齢のため死亡している。
本作では、1970年時のS.H.I.E.L.D.本部だった“キャンプ・リーハイ”で長官職に就いていた頃の彼女が描写される。
フィリス・ジェンキンス
演 - イベット・ニコール・ブラウン
キャンプ・リーハイの女性職員。施設内で遭遇したトニーとスティーブを怪しむ。

### デシメーション以後に生まれた人物
モーガン・H・スターク
演 - レクシー・レイブ、日本語吹替 - 新津ちせ
トニーとペッパーの一人娘。

## 設定・用語

### アイテム・テクノロジー

#### ヒーローたちのツール・テクノロジー・ビークル
※ 本項では、本作で初登場したものを中心に記載する。
アイアンマン・アーマー
本作では、トニーが装着する“マーク85”と、ペッパーが装着する“マーク49 レスキュー”が新登場する。

スケイル・ユニフォーム
スティーブがタイム泥棒の終盤から着用する新戦闘服とヘルメット。
手裏剣、刀剣、リストボウ
クリントがローニンとして活動していた頃から使用していた手裏剣と刀及び、タイム泥棒から装備する万能リストバンド。

ウォーマシン・アーマー
本作で5年後のローディは、“ウォーマシン・アーマー マーク6”と“アイアン・パトリオット”の新型を装着する。
デュアル・ブラスター
ロケットがサノスの群勢との最終決戦で使用する2丁のハンドガン。
F.R.I.D.A.Y.（フライデー）
トニー/アイアンマンのサポートA.I.。本作でもトニーをサポートする。
ピム粒子
ピムが開発した、物質を縮小・拡大させる機能を持つ液体状の化学物質。本作では、タイムトラベルに必要な要素としても登場する。
量子スーツ（アベンジャーズ仕様）
タイム泥棒に参加したヒーローたちのために、新たに作られたタイムトラベルのための気密服。タイムトラベル実験では、ピムによるオリジナルも使用される。
タイムスペースGPS
トニーがタイムトラベルに必要なものとして新開発したナックルガード型GPS装置。
ナノ・ガントレット
6つのインフィニティ・ストーンによる“スナップ”のためにトニー、ブルース、ロケットが開発した、右腕用のアベンジャーズ版インフィニティ・ガントレット。最終決戦においては、6つのストーンが収まったこのアイテムを巡る争奪戦が繰り広げられる。
量子トンネル（アベンジャーズ製）
トニーとロケットが、タイム泥棒のために新開発した新型の量子トンネル。ヒーローたちによって、タイムトラベルのためのタイムマシンとして運用される。タイムトラベル実験では、量子スーツと同様ピムによるオリジナルも使用される。
クインジェット
アベンジャーズが保有する特殊航空機。本作での出番は、これまでに比べて少ない。
ベネター号
ガーディアンズ・オブ・ギャラクシーの活動拠点兼移動手段である宇宙船。本作では、ロケットやネビュラに加えてアベンジャーズにも運用される。

#### サノスの群勢の装備・ビークル
デュアル・ブレード
サノスの愛刀である金色の大剣。2023年にタイムトラベルして来た2014年のサノスが、アベンジャーズとの最終決戦でこの武器を振るって多くのヒーローたちと激闘を繰り広げる。スティーブのヴィブラニウム製の盾すら割り砕く硬度を持っていたが、ワンダの念動力には逆に割り砕かれた。ストーンの嵌ったガントレットを持ったキャロルが量子トンネルに飛び込むのを阻止するため、サノスにトンネルに向けて投擲され失われる。
サンクチュアリII
サノスの母艦にして拠点となる超巨大戦艦。本作では増産されたピム粒子により、サノスの群勢と共に2023年にタイムトラベルする。多数のサノスの群勢を展開し、サノスが危機に陥った際は命令により地上に向け無差別砲撃を行うが、飛来したキャロルによって撃墜された。
Qシップ
サンクチュアリIIに設置されているドーナツ状の大型宇宙船。劇中ではガモーラとネビュラ用の本船も登場する。
このほかにも、最終決戦の際にはアベンジャーズへの援軍として“ロイヤル・タロン・ファイター”や“ドラゴン・フライヤー”が参戦し、サノスの群勢のビークルは“アウトライダー・ドロップシップ”、“ネクロクラフト”、“チャリオット”が登場している。

#### インフィニティ・ストーン
「空間（Space）」・「精神（Mind）」・「現実（Reality）」・「力（Power）」・「時間（Time）」・「魂（Soul）」という6つの異なる概念を司るエネルギーの結晶石。本作でも重要な存在として登場する。
スペース・ストーン（青◆）
“テッセラクト”と呼ばれる青白い立方体の中に納められた青色の石。空間を司って宇宙のあらゆる場所へテレポートすることが可能。
タイム泥棒では、2012年時のロキに持ち去られたものの、1970年でトニーがテッセラクトを回収する。
マインド・ストーン（黄◆）
“セプター”と呼ばれる槍/杖の先端、青い容器の中に内包されている黄色の石。思考・精神を司る力を持ち、人の心を操ったり、意識や潜在能力などを高い領域に上げることで精神を強化する。
タイム泥棒では、スティーブがセプターを使用・回収する。
リアリティ・ストーン（赤◆）
“エーテル”と呼ばれる、真紅の液体のような不定形物質であり、唯一石の形状をとっていないストーン。現実を司って現実を歪める力を持ち、寄生した者にあらゆる物質を“暗黒物質（ダークマター）”に変えてしまう力を与える。
タイム泥棒では、ロケットがジェーンに寄生していたエーテルを吸引・回収する。
パワー・ストーン（紫◆）
“オーブ”と呼ばれる網状の模様が入った金属製の特殊な球体の中に納められている紫色の石。力を司り、使用者の身体能力を大幅に強化する。
タイム泥棒では、ローディとネビュラがオーブを回収する。
後の最終決戦でサノスは、一度だけこのストーン単体の力を行使する。
タイム・ストーン（緑◆）
レリックの一つである“アガモットの目”に納められた緑色の石。時間を司り、時間の流れそのものを逆行・停止・進行させる力を有している。
タイム泥棒では、ブルースがエンシェント・ワンとの交渉の末に託される。
ソウル・ストーン（橙◆）
魂を司る力を持つ橙色の石。6つのインフィニティ・ストーンの中で最も強力かつ未だ謎が多いほど特別なストーン。
タイム泥棒時には、ナターシャとクリントが互いを尊重して身の投げ合いを繰り広げた結果、ナターシャが犠牲になり、クリントがストーンを手にする。

### 登場種族・生物

#### 種族
地球人
地球の住民であるヒューマノイド型種族で、本作の登場人物の大半がこれにあたる。
アスガルド人
“アース神族”のモデルにして、アスガルドの住民だったヒューマノイド種族。かつてサノスらによって半滅したものの、生存していたヴァルキリーたち半数の者たちは後述のニュー・アスガルドで暮らしている。
クライマックスの最終決戦では、ヴァルキリーに率いられて、かつての“エインヘリャル”と同等の武装をした者たちがニュー・アスガルド軍としてアベンジャーズに参戦する。
コルビナイト人
惑星“コルビン”の原住民であるヒューマノイド型種族。2014年時にガモーラやネビュラと戦っていた。

#### 生物
アラゴーン
ヴァルキリーが愛馬としていた天馬。クライマックスの最終決戦には、ヴァルキリーが一頭に騎乗して参戦する。
ゴリラ・チタウリ
サノスが最終決戦の際に多数召喚した生命体。サノスの群勢の戦力として、ヒーローたちと大乱闘を繰り広げる。
このほかにも、惑星モラグに“オルローニ”が登場し、最終決戦の際にはサノスが“アウトライダー”、“チタウリ”、“サカアラン兵”、“リヴァイアサンを召喚している。

### 現象・計画
デシメーション
2018年にサノスによって引き起こされた、“全宇宙に存在する生命の半数が無作為に消滅する”大災害。ナターシャによると、この影響で地球では各国政府は崩壊してしまったという。
タイム泥棒作戦
本作でアベンジャーズたちが過去へタイムトラベルし、各時代で入手したインフィニティ・ストーンを現代で使って、5年前にデシメーションで消滅した全生命を復活させるための一大作戦。

### 組織・団体
S.H.I.E.L.D.
国際平和維持組織。本作では、2012年のニューヨーク決戦直後のスターク・タワーと、1970年のキャンプ・リーハイに多数のエージェントたちが登場。
アベンジャーズに加勢した戦士たち
クライマックスの最終決戦では、復活したヒーローたちや前述のニュー・アスガルド軍以外にも、ワカンダ軍（“ドーラ・ミラージュ”、“ボーダー族”、“ジャバリ族”）“マスターズ・オブ・ミスティック・アーツ”、“ラヴェジャーズ”が加勢・参戦する。

### 登場惑星・地域・施設

#### 地球
アメリカ合衆国
スターク家
都市郊外の湖畔に建てられた一軒家。その外観はログハウスで、内装もリビングの暖炉やソファ、キッチン、モーガンの子ども部屋など、かつてマリブに有った“スターク邸”のような高性能な最先端設備が無い一般的な住宅に見えるが、リビングにはホロテーブルが設置されており、トニーの発明品が置かれているガレージもある。
デシメーションから5年後にトニー・ペッパー・モーガンが暮らしており、後にタイム泥棒への参加依頼にスティーブたちも来訪。物語のラストではここでトニーの葬儀が行われ、トニーの近親者たちやアベンジャーズ及び関係者たちが参列する。
ニューヨーク
本作の物語前半で描写されたこの都市は、デシメーションから5年後経っても半ばゴーストタウンの様相を呈している。
アベンジャーズ・コンパウンド
ニューヨーク州北部にあるアベンジャーズの拠点である基地施設。本作では、デシメーションから5年後にはヒーローたちが再集結し、タイム泥棒のための拠点として稼動され、クライマックスでは破壊された本施設跡地が最終決戦の場となる。
スターク・タワー
かつてトニーのエコ事業の一環として建設された、グランド・セントラル駅の北側に隣接する超高層ビル。タイム泥棒で、2012年にタイムトラベルしてきたトニー、スティーブ、スコットがテッセラクトとセプターを入手するため、ニューヨーク決戦終結直後の本施設に潜入する。
サンクタム・サンクトラム（ニューヨーク）
ブリーカー通りにある、“サンクタム”を守護する砦として建てられた施設。タイム泥棒で2012年にタイムトラベルしてきたブルースがここを訪ねる。
ミッドタウン高校
ピーターや彼の友人である同級生たちが在籍する理工科高校。物語のラストに登場し、ピーターがネッドと再会する。
倉庫616（U-STORE-It Self Storage）
サンフランシスコの一角にあるトランクルーム。ここに量子トンネル（オリジナル）を積んだバンが雑然と置かれていた。デシメーションの際に量子世界に取り残されたスコットは、物語前半で量子トンネルの再起動でここに飛び出す。
キャンプ・リーハイ
ニュージャージー州・ウィートンにある、SSRの元訓練施設を利用したS.H.I.E.L.D.の旧本部施設。タイム泥棒で1970年の本施設にトニーとスティーブがタイムトラベル・潜入する。
バートン家
クリントと彼の家族が住む、アイオワ州に構えられた自宅農場。自宅軟禁を強いられたクリントが家族と和やかに暮らしていたが、デシメーションにより、皆が消滅してしまう光景を目の当たりにしてしまった。しかし、5年後の物語のラストではローラたちとクリントの再会の場にもなる。
ニュー・アスガルド
ノルウェー・トンスベルグの海岸に築き上げられた、アスガルド人たちの新たな居住地。デシメーションから5年後、ソーとヴァルキリーを含むアスガルド人たちやコーグ&ミークが暮らしていた。
ソーはこの村の長になったにもかかわらず、サノスとの戦いの出来事から、自宅に引き篭もってコーグ&ミークと娯楽に明け暮れるだけの怠惰な生活を送っていたが、そこにブルースとロケットが彼を迎えるために来訪する。
東京
日本の首都。クリントはこの都市の雨が降る夜中の歓楽街で、追いかけていたアキヒコらヤクザを一人残らず征伐し、そこに来訪したナターシャと再会する。
このほかにも、クライマックスの最終決戦時には、ゲートウェイでアベンジャーズ・コンパウンドと繋がった場所として“カマー・タージ”と“サンクタム・サンクトラム（香港）”や、“ワカンダ”が登場し、それらからマスターズ・オブ・ミスティック・アーツやワカンダ軍たちが戦地に駆け付ける。

#### その他の惑星
アスガルド
九つの世界の頂点と言われる“神の国”。ソーやヴァルキリーたちアスガルド人の故郷で、現代においては滅亡している。タイム泥棒作戦で2013年にタイムトラベルしてきたソーとロケットがここの宮殿を訪ねる。
0259-S
全宇宙の半数の生命を消し去ったサノスが一人で余生を送っていた惑星で、別称“ガーデン”。物語の前半でサノス（現代）は、ここで最期を遂げる。
コルビン
コルビナイト人の故郷の惑星。2014年時にガモーラとネビュラが侵攻していた。
モラグ
銀河座標“M31V J00443799 + 4129236”に位置する、廃墟の惑星。タイム泥棒で2014年にタイムトラベルしてきたローディとネビュラがここに降り立つ。
ヴォーミア
ソウル・ストーンが眠る、宇宙の中心にある死の惑星。タイム泥棒で2014年にタイムトラベルしてきたナターシャとクリントがここに向かい、シュミットと遭遇する。
このほかにも、クライマックスの最終決戦時には、ゲートウェイでアベンジャーズ・コンパウンドと繋がった場所として”コントラクシア”と”タイタン”が登場し、前者はラヴェジャーズが、後者はピーター、ストレンジ、ガーディアンズたちが戦地に駆け付ける。

#### 異世界・異次元
量子世界
物理的法則や時間の概念が存在しない亜原子サイズの世界。本作では、アベンジャーズたちやサノスの群勢のタイムトラベルの通り道として登場する。
アストラル次元
肉体を離れた精神や魂などの霊的な物が存在する次元。ブルースもエンシェント・ワンによって自身のアストラル体を分離させられてこの次元に短時間だけ滞在した。

## プロダクション
2014年10月、マーベル・スタジオは『アベンジャーズ/エイジ・オブ・ウルトロン』の続編として『アベンジャーズ: インフィニティ・ウォー』というタイトルの二部構成の作品を制作すると発表した。当初、Part-1は2018年5月4日に、Part-2は2019年5月3日にリリース予定としていた。2015年4月、アンソニー・ルッソとジョー・ルッソが前後編の指揮を執ることを発表。製作は2016年にスタートすると発表した。ケヴィン・ファイギは、『インフィニティ・ウォー』が単純な前後編ではなく、別々の映画になると述べた。
2015年5月、クリストファー・マルクスとスティーヴン・マクフィーリーが2作品の脚本を執筆することになった。ルッソ兄弟は、映画が2つに分割されたわけではないとして、2つの映画を再編集することを明らかにした。ジョー・ルッソはタイトルを変更するつもりであると告げ、2016年7月、マーベルは前編から「Part-1」の表記を削って『アベンジャーズ/インフィニティ・ウォー』とし、後編を仮題『Untitled Avengers』とした。ファイギとルッソ兄弟は、旧後編が「インフィニティ・ウォー」のプロットの根幹に関わっていることを理由にタイトルを伏せている。タイトルを秘匿した理由はプロモーションの都合によるものであるが、逆に熱心なファンたちによるタイトル予想が過熱する結果となった。
主要撮影は、ジョージア州フェイエットビルのパインウッド・アトランタ・スタジオで2017年8月10日に開始され、トレント・オパロックが撮影監督を務めた。本作は「インフィニティ・ウォー」と同じくIMAX/Arri 2Dカメラを用いて撮影された。『インフィニティ・ウォー』と本作の2作品は並行して撮影された。アンソニー・ルッソは、これについて財務面・物流面における問題の解決が主であり、膨大な数のキャストを作品ごとに何度も移動させるよりも、同時に撮影した方が理にかなっているためだとしている。同じ場所で、ある日は『インフィニティ・ウォー』を撮影し、次の日は本作を撮影する、といった具合であったという。プロダクションは2018年1月11日に終了した。再撮影は2018年9月7日に開始し、同年10月12日に終了している。クリス・エヴァンスとクリス・ヘムズワースは、この二作のために1500万ドルを稼いだという。
2018年12月7日、本作の最初のトレーラーが公開された。原題は『Avengers: Endgame』（『アベンジャーズ:エンドゲーム』、情報公開時は邦題未定）であると判明し、米国および日本での公開日が2019年4月26日に決定した。ヴィジュアル・エフェクトは、Industrial Light & Magic、Weta Digital、DNEG、 Framestore、Cinesite、Digital Domain、Rise、Lola VFX、Cantina Creative、Capital T、Technicolor VFX、そしてTerritory Studioによって作成された。
2018年12月17日、邦題が『アベンジャーズ/エンドゲーム』に決定した。
これ以降、日本語版トレーラーとしては2019年3月14日に予告編第二弾が、2019年4月2日に特別映像（Special Look）が、それぞれディズニー・スタジオ公式よりYouTube上で公開された。

## 音楽
2016年6月、『アベンジャーズ』で音楽を担当したアラン・シルヴェストリが、『アベンジャーズ/インフィニティ・ウォー』と本作のスコアを担当することが明らかにされた。ルッソ兄弟は、2018年11月上旬にシルヴェストリと共同で作業を開始し、2019年3月下旬、スコアが完成した。

## リリース
2019年4月22日、ロサンゼルス・コンヴェンション・センターで本作のワールド・プレミアが行われた。二日後の24日に中国、オーストラリアをはじめとする各地域で封切りが行われ
、翌25日にイギリスで、さらにその翌日にアメリカと日本で、IMAX・3Dでの封切りとなった。本来のリリースは、アメリカでは2019年5月3日の予定であった。日本では公開一週目の動員ランキングにて1位になった。アメコミ映画でのランキング1位は2018年公開の『ヴェノム』以来でMCU作品としては『マイティ・ソーバトルロイヤル』以来となる。興行収入では二週目で40億円を突破した。
最終的な総尺は3時間1分となり、マーベル・スタジオ映画では最長のものとなった。
公開から24日が経過した5月20日の時点で、興収は52億4099万円を、動員数は357万4263人を記録した。
サンディエゴで開催されている「コミコン・インターナショナル」において、「アベンジャーズ／エンドゲーム」の興行収入が「アバター」の27億8970万ドル(当時のレートで約2200億円)を抜き、歴代1位となったことをマーベルのケヴィン・ファイギ氏が明かした。

## その他
本作に関しては、関係者に対しスポイラーへの非常に厳しい緘口令が出されており、真田広之は自身の役柄についてさえワールド・プレミアでの公表となったほか、ルッソ兄弟は『アベンジャーズ/インフィニティ・ウォー』と同様にファンに対して「ネタバレ自粛」を要請していた。なお、これは直前に発生した本編映像流出事件によるものが大きい。その後、5月6日をもってネタバレ解禁とする旨を発表した。
また、MCU恒例のポスト・クレジット・シーンは今作には存在せず、代わりに『アイアンマン』でトニー・スタークがアーマーを作っていた時の音が使用されている。
なお、本作は2018年11月に死去した原作者スタン・リーの最後のカメオ出演作である。
2022年7月30日、本映画の撮影当時アイアンマンの監督ジョン・ファヴローは結末でトニー・スタークが死ぬのを監督ルッソ兄弟に電話で連絡をかけて止めようとしたと報道された。

### タイトル公開までの経緯
当初MCUシリーズの「フェイズ3」のロードマップが発表された時点では、前作の『アベンジャーズ/インフィニティ・ウォー』と共に『Avengers: Infinity War Part1』・『Part2』の2部作とされていたが、それぞれの作品の独立性が高いとの理由から別のタイトルとなった。
2014年10月、『Avengers：Infinity War - Part 2』として発表された。2016年7月、マーベルは映画のタイトルを変更し無題とした。
2018年7月2日、撮影監督トレント・オパロックのウェブサイトで自身が関わった映画リストの中に『Avengers: End Game』と書かれているのをファンが発見し、全世界へ拡散されたが、その後すぐに『アベンジャーズ4』に書き換えられた。しかし、ルッソ監督によって否定された。
2018年9月初旬、ルッソ監督がTwitterで撮影現場の写真を添えて「Look hard…（よく見て…）」とツイートした。この写真に『アベンジャーズ4』に関するヒントが隠されているとして、様々な憶測が飛び交った。タイトルについては、写真に写った脚立とイーゼルがアルファベットの「A」の形に見えることから、『アベンジャーズ』に続くタイトルはAから始まるのではないか、と予想されていた。その後、アメリカのメディア「MCU Comics」により、『アベンジャーズ4』のタイトルは『Avengers: Annihilation』になると報じられた。「Annihilation」は英語で「消滅」。
ハルク/ブルース・バナー役のマーク・ラファロはアメリカのトークバラエティ番組『The Tonight Show Starring Jimmy Fallon』において、まだ発表されていないアベンジャーズ4のタイトルについて、「もうバレている」と言いタイトルを発言。また、作中の最後の戦いでの出来事を発言した。しかし、規制音が被せてあり視聴者が聞くことは出来なかったが、収録に参加していた観覧客からは悲鳴に似た歓声が聞こえた。
規制音に被せてあったタイトルをファンたちは解読しようとし、ついにあるファンが解読、音声をネット上に公開した。解読したファンは『Avengers: The Last Avenger』と、言っていると説明した。
2018年12月7日、正式なタイトルと予告編が世界同時に解禁された。